# Marie Ambroisine Minette de Cussy
Marie Ambroisine Minette de Cussy (París, 1817 - idm. 1870) fou una cantant i actriu francesa, coneguda com a Madame Potier en ser l'esposa del compositor Henri Hippolyte Potier.
Estudià al Conservatori de París, i fou aplaudida des de 1847 fins al 1855 al Teatre de l'Òpera Còmica de París, a l'Òpera Nacional i als concerts de la capital francesa.